# توفيق بوغدير
توفيق بوغدير من مواليد 18 نوفمبر 1916 بمدينة تونس وتوفي بتونس في 2 جانفي 2010 صحفي ورجل ثقافة تونسي
كان من الأوائل ومن ابرز الوجوه الاذاعية التونسية، ناقد ثقافي ودرامي معروف.

## السيرة الذاتية
الحياة الشخصية
اب توفيق بوغدير هو علي بوغدير (صاحب مكتبة بالمدينة العتيقة بتونس). ترعرع توفيق في الحلفاوين (حي شعبي بتونس) وتزوج بصفية الطيب لأندلسي ثم بالسيدة سعيدة الجويني.
توفيق بوغدير هو اب لخمسة أبناء: فريد بوغدير (مخرج سينمائي), سميرة، فاروق، نديم ووسيم. توفيق بوغدير هو أيضا عم شهاب بوغدير مدرس الأداب.
الصحافة المكتوبة
في بداية الثلاثينات بدء توفيق بوغدير في الكتابة لأكبر الصحف اليومية الزهرة والنهضة وكان مكلفا بمتابعة الأحداث العالمية. استبق توفيق بوغدير انهيار النازية في اوج قوة أدولف هتلر وهو ماجعله محل اهتمام الصحف المحلية. وكان متعاون مع العديد من الصحف العربية مثل الأمل حيث كان مهتما بركن الثقافة قبل أن يوئسس مع الهادي العبيدي والحبيب شيخ روحو والحبيب شطي الصحيفة اليومية الصــباح سنة1951.
كان توفيق بوغدير رئيس التحرير بوكالة تونس أفريقيا للأنباء.
الإذاعة
الكتابة
المسرح